# Scott Lyttle
Pour les articles homonymes, voir Lyttle.
Scott Lyttle, né le 8 février 1984 à Wairarapa, est un coureur cycliste néo-zélandais.

## Biographie
Après avoir débuté en VTT dans les environs de Wellington en Nouvelle-Zélande en 1987 et ayant disputé sa première course en 1997, il s'essaye à la route, remporte le championnat d'Océanie chez les espoirs ainsi que la Rice Mountain Classic, en montrant de belles dispositions. Il s'exile alors en Europe, à l'US Montauban Cyclisme 82 dans un premier temps, sous les conseils de l'ancien professionnel Chris Jenner. Il débarque à Montauban en février 2005. « Venir faire du cyclisme en France est une véritable opportunité pour moi. Avant, j'ai roulé deux ans en Australie puis je suis arrivé à Montauban » explique-t-il à La Dépêche du Midi. 
En 2005, il remporte sa première victoire en Europe lors des Boucles du Pays-Vaurais, termine plus combatif du Tour du Tarn-et-Garonne, et participe aux championnats du monde espoirs à Madrid, qu'il termine assez loin des meilleurs (98e à 4 min 19 s). Il s'agit là de sa première expérience au plus haut niveau. Deux ans plus tard, il quitte la structure montalbanaise pour rejoindre le CA Castelsarrasin, autre équipe Tarn-et-Garonnaise. En début de saison 2008, il termine troisième du championnat de Nouvelle-Zélande sur route. Il réalise de belles performances tout au long de la saison et termine dans les tout meilleurs de la Coupe de France amateur. Il remporte d'ailleurs la première manche de cette dernière, le Grand Prix de la ville de Buxerolles, où il domine notamment Brice Feillu ou Johan Mombaerts, qui passeront professionnels l'année suivante. 
Il décide finalement de changer d'horizons à l'aube de la saison 2009 et s'engage chez Ride Sport Racing
, où il court principalement en Océanie et en Asie. Il termine onzième du difficile Jelajah Malaysia, réalisant de solides performances en montagne. En fin de saison, il retourne en Nouvelle-Zélande et remporte deux étapes des Benchmark Homes Series, une course semi-professionnelle, qu'il termine troisième du général. Dans la foulée, il gagne une classique escarpée. Ses prédispositions de grimpeur font de lui un coureur spécialisé dans les courses à étapes.
À des journalistes lui demandant ses objectifs pour la suite de sa carrière, lors du Tour du Tarn-et-Garonne 2005, il annonce souhaiter passer professionnel en 2007 (il faudra qu'il attende 2009 finalement) et rêve de participer au Tour de France. Ses idoles sont Laurent Jalabert et Alexandre Vinokourov.
Il retourne dans les rangs amateurs dès 2010. Onzième des Championnats de Nouvelle-Zélande de cyclisme sur route, il ne se distingue pas durant la saison hormis lors de la troisième étape du Tour de Wellington, qu'il termine septième. En réalité, il avouera plus tard avoir pris deux années de distance avec le cyclisme, en faisant des études de géomètre-expert à Dunedin en Nouvelle-Zélande. Dès 2011, il retourne chez les professionnels au sein de l'équipe PureBlack Racing et décide de s'investir à nouveau dans son sport. Sixième du Tour de Wellington en début d'année, il prend part à la plupart des épreuves du calendrier sur route américain, dont la Sea Otter Classic, la Redlands Bicycle Classic ou le Tour of the Gila. Régulier en montagne et sur les parcours escarpés, il termine 26e à 12 secondes d'Alex Rasmussen du prestigieux Philadelphia International Championship, aux côtés des meilleurs coureurs européens sur une distance de 251 kilomètres. La concrétisation de sa régularité depuis le début de saison 2011 s'opère début juin, avec une longue échappée lors de la première étape du Tour de Beauce où il remporte l'étape devant des coureurs renommés comme son équipier Timothy Gudsell ou l'espagnol Francisco Mancebo. C'est sa première victoire chez les professionnels. Il parvient à conserver le maillot de leader le lendemain avant de le céder à Francisco Mancebo lors de la troisième étape. Quinzième du général final, il termine malgré tout meilleur grimpeur de l'épreuve. Un mois plus tard, il termine cinquième du prologue du Tour de Toona avant de remporter la première étape le lendemain et de prendre la tête du général. Il y réalise la même course qu'au Tour de Beauce en s'échappant de loin sur une étape escarpée pour tenir tête aux meilleurs. Onzième de la deuxième étape et cinquième de la troisième, il l'emporte finalement au classement général final avec 37 secondes d'avance sur Chris Baldwin. Au mois d'août, il participe au renommé Tour de l'Utah (participation de coureurs comme Levi Leipheimer, Janez Brajkovič, Sergio Henao, Francisco Mancebo, Tom Danielson, Vladimir Efimkin, Tejay van Garderen), qu'il termine avant-dernier. En fin de saison, il s'illustre chez lui, en Nouvelle-Zélande, au Tour de Southland.
Son équipe, PureBlack Racing, disparaît à la fin de l'année 2011. Sans contrat, il termine malgré tout huitième des Championnats de Nouvelle-Zélande de cyclisme sur route début janvier 2012.
Il met un terme à sa carrière dans la foulée et devient géomètre à Dunedin en Nouvelle-Zélande.

## Palmarès
- 2004
  -  Champion d'Océanie sur route espoirs
  - Rice Moutain Classic
- 2007
  - Tour de la CABA
  - 3e étape du Tour du Piémont pyrénéen
  - 3e du Grand Prix Chantal Biya
- 2008
  - Grand Prix de la ville de Buxerolles
  - 3e du championnat de Nouvelle-Zélande sur route
- 2009
  - 3e et 4e étapes des Benchmark Homes Series
  - Rice Moutain Classic
  - 3e des Benchmark Homes Series
- 2010
  - 2e de la Rice Moutain Classic
  - 3e des Benchmark Homes Series
- 2011
  - REV Classic
  - 1re étape du Tour de Beauce
  - Tour de Toona :
    - Classement général
    - 1re étape

## Classements mondiaux
| Année            | 2007 | 2008 | 2009 | 2010 | 2011 | 2012 |
| ---------------- | ---- | ---- | ---- | ---- | ---- | ---- |
| UCI Africa Tour  |      | 84e  |      |      |      |      |
| UCI America Tour |      |      |      |      | 163e |      |
| UCI Europe Tour  |      | 974e |      |      |      |      |
| UCI Oceania Tour | 41e  | 22e  | 79e  |      | 26e  | 45e  |